# Полшино
Полшино — деревня в Рославльском районе Смоленской области России. Входит в состав Хорошовского сельского поселения. Население — 27 жителей (2007 год). 
Расположена в южной части области в 4 км к северо-западу от Рославля, в 2 км западнее автодороги А141 Орёл — Витебск. В 2,5 км юго-восточнее деревни расположена железнодорожная станция Козловка на линии Смоленск — Рославль. 

## История
В годы Великой Отечественной войны деревня была оккупирована гитлеровскими войсками в августе 1941 года, освобождена в сентябре 1943 года.